# Sintagma Matije Vlastara
Sintagma Matije Vlastara predstavlja zbornik vizantijskog prava sačinjen 1335. godine u Solunu. Dobio je ime po svome sastavljaču, svetogorskom kaluđeru Matiji Vlastaru, a starogrčka reč „sintagma“, označava zbornik propisa. Pripada kategoriji nomokanona, jer sadrži crkvena pravila i svetovne propise. Kao izvori svetovnih odredaba za Sintagmu upotrebljeni su Prohiron, Vasilike i Novele.
Sintagma Matije Vlastara prevedena je na srpski jezik za vreme cara Dušana i bila je recipirana u pravo srednjovekovne Srbije i dobrim delom njena redakcija (poznata kao Skraćena sintagma) inkorporirana u Dušanov zakonik.